# Dzierżoniów
Dzierżoniów é um município da Polônia, na voivodia da Baixa Silésia e no condado de Dzierżoniów. Estende-se por uma área de 20,07 km², com 33 707 habitantes, segundo os censos de 2017, com uma densidade de 1679,5 hab/km².

## História
A cidade foi fundada na Idade Média durante a dinastia Piasta na Polônia. Provavelmente em 1159, Boleslau IV da Polónia fundou a primeira igreja da cidade.

## Esporte
O clube de futebol mais popular da cidade é Lechia Dzierżoniów.
O atacante do Milan e da Seleção Polonesa Krzysztof Piątek nasceu em Dzierżoniów. No passado, ele jogou em Lechia Dzierżoniów.

## Imagens

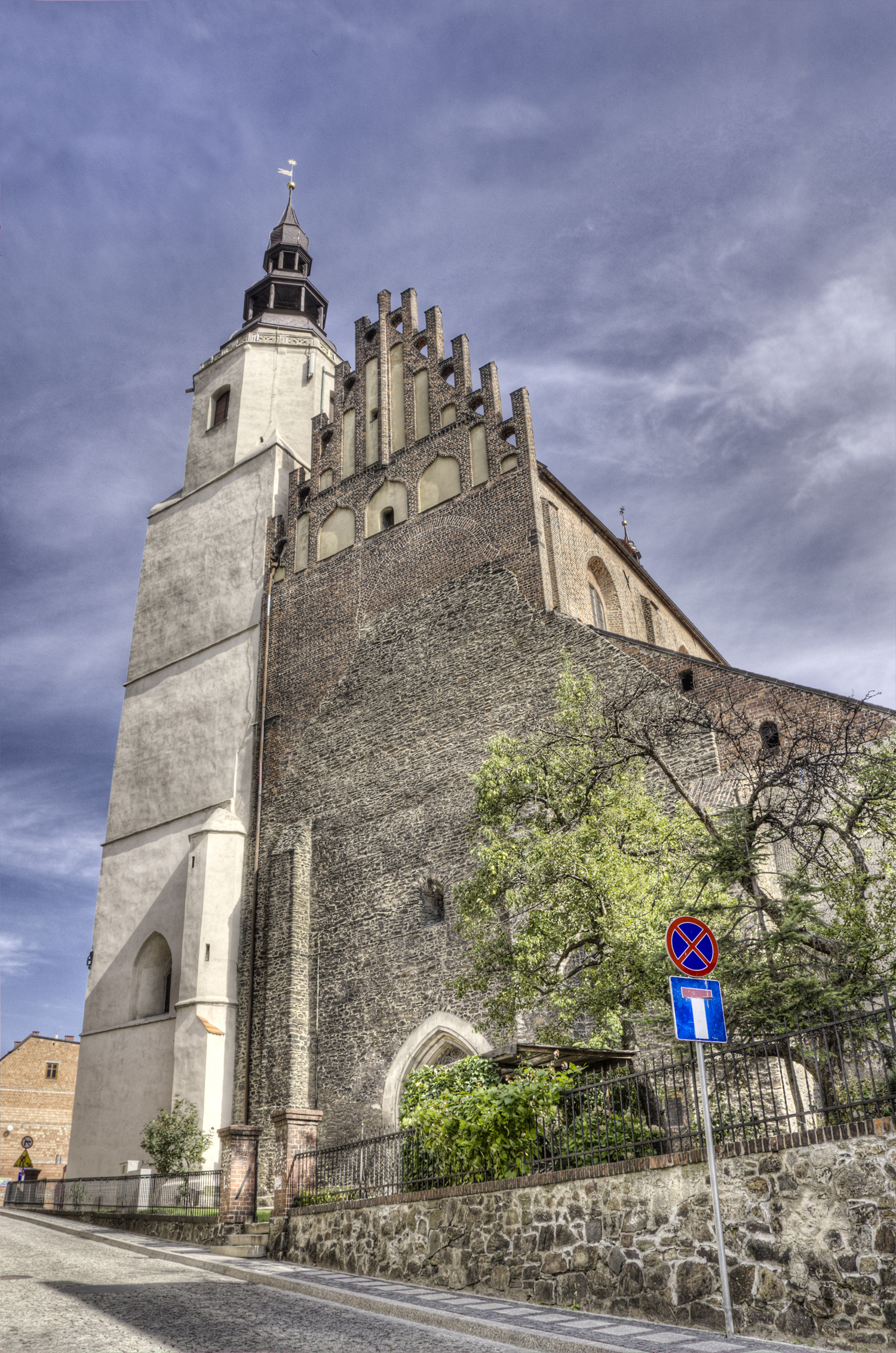
Igreja de São Jorge
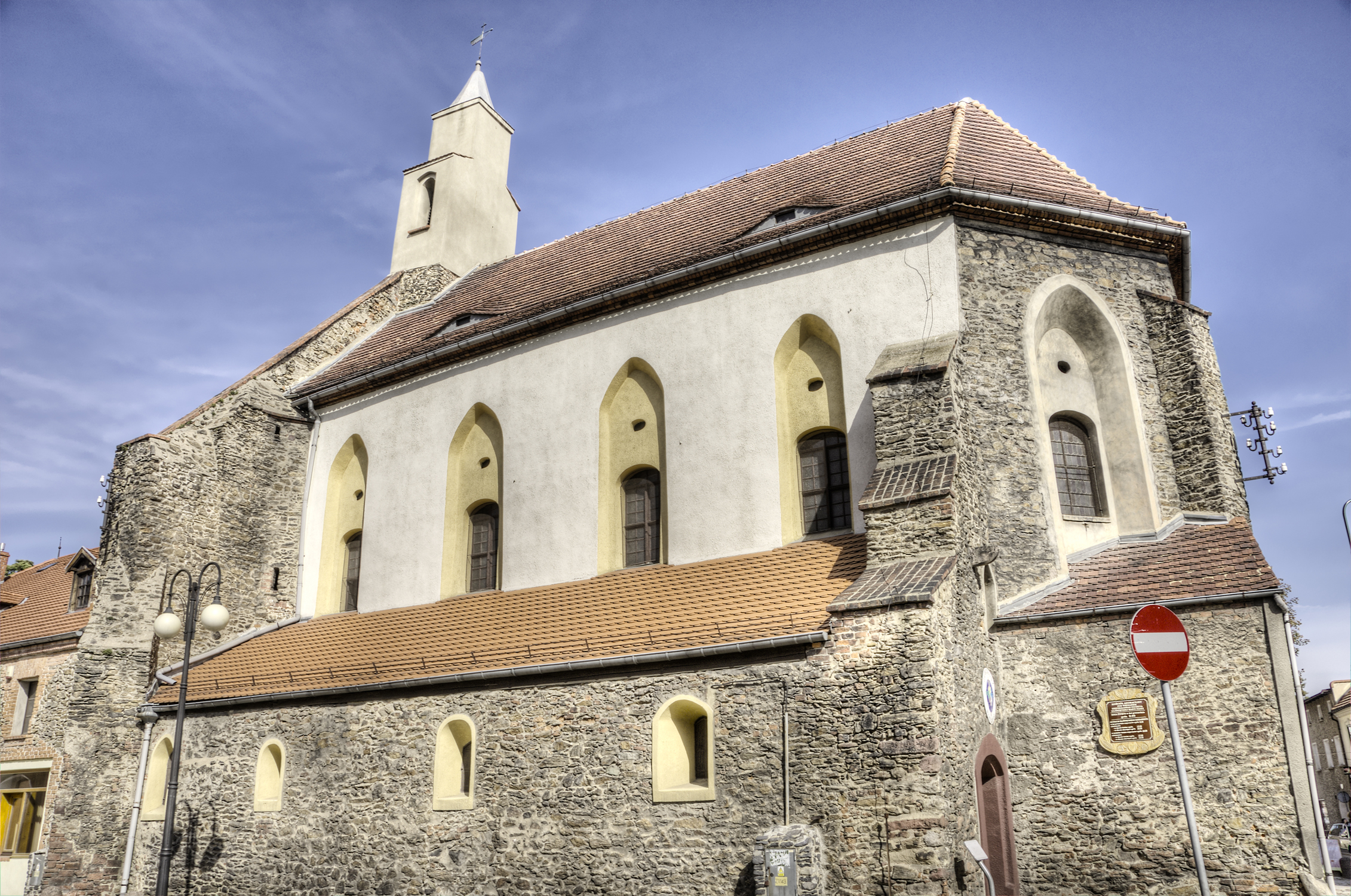
Igreja da Imaculada Conceição
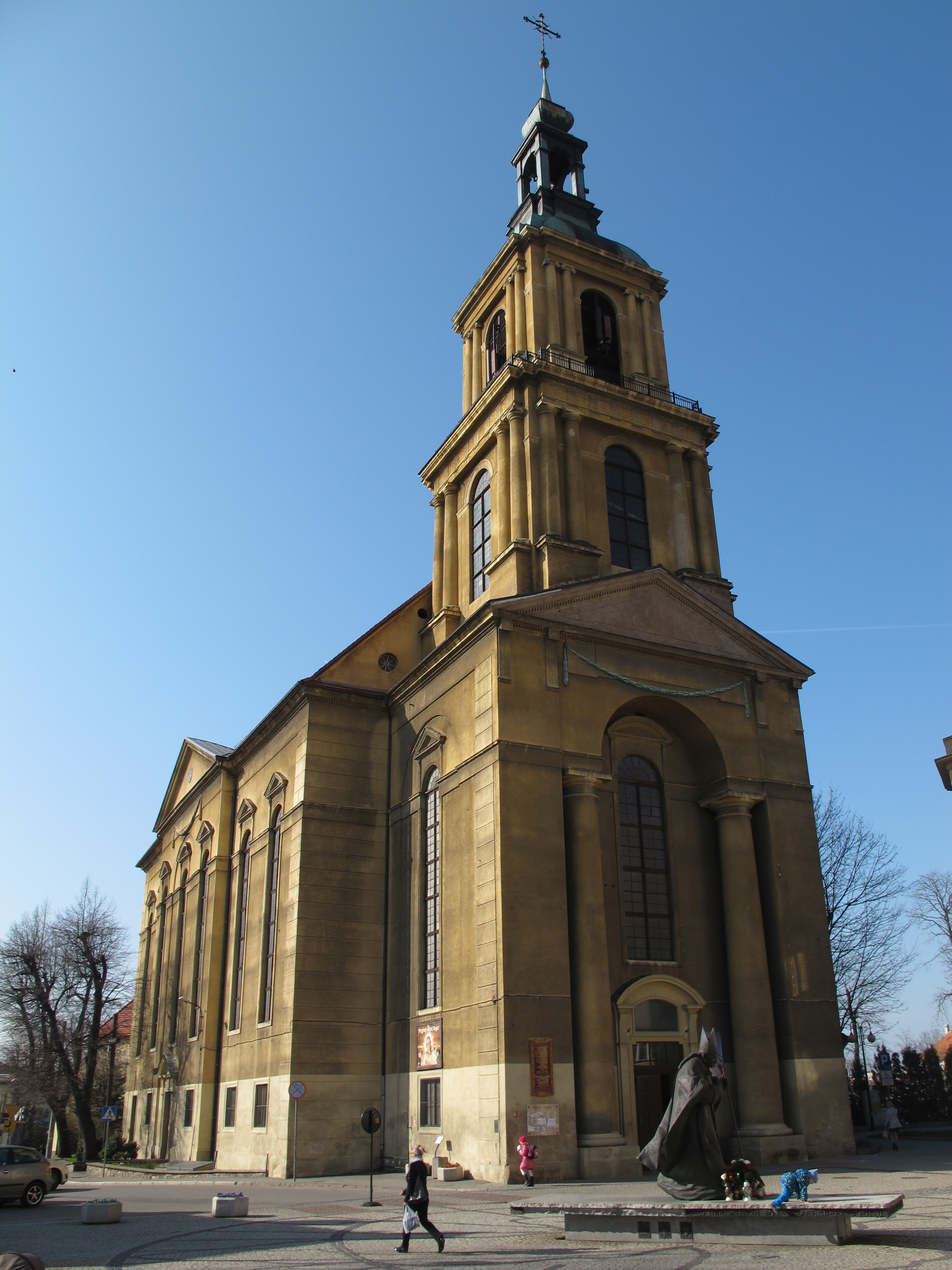
Igreja de Maria Mãe da Igreja
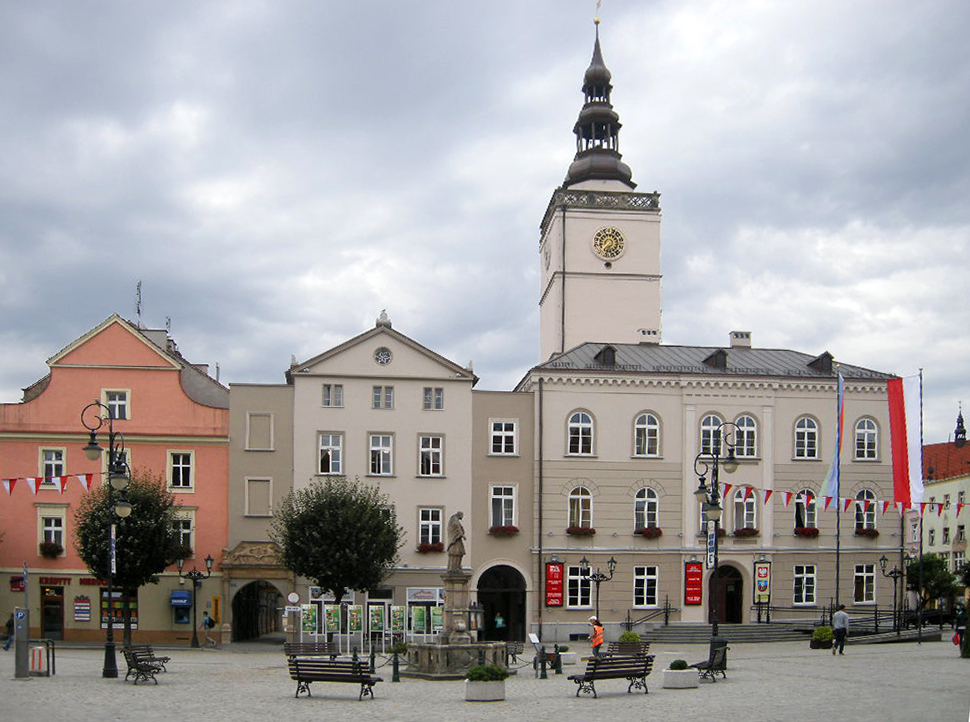
Paços do concelho
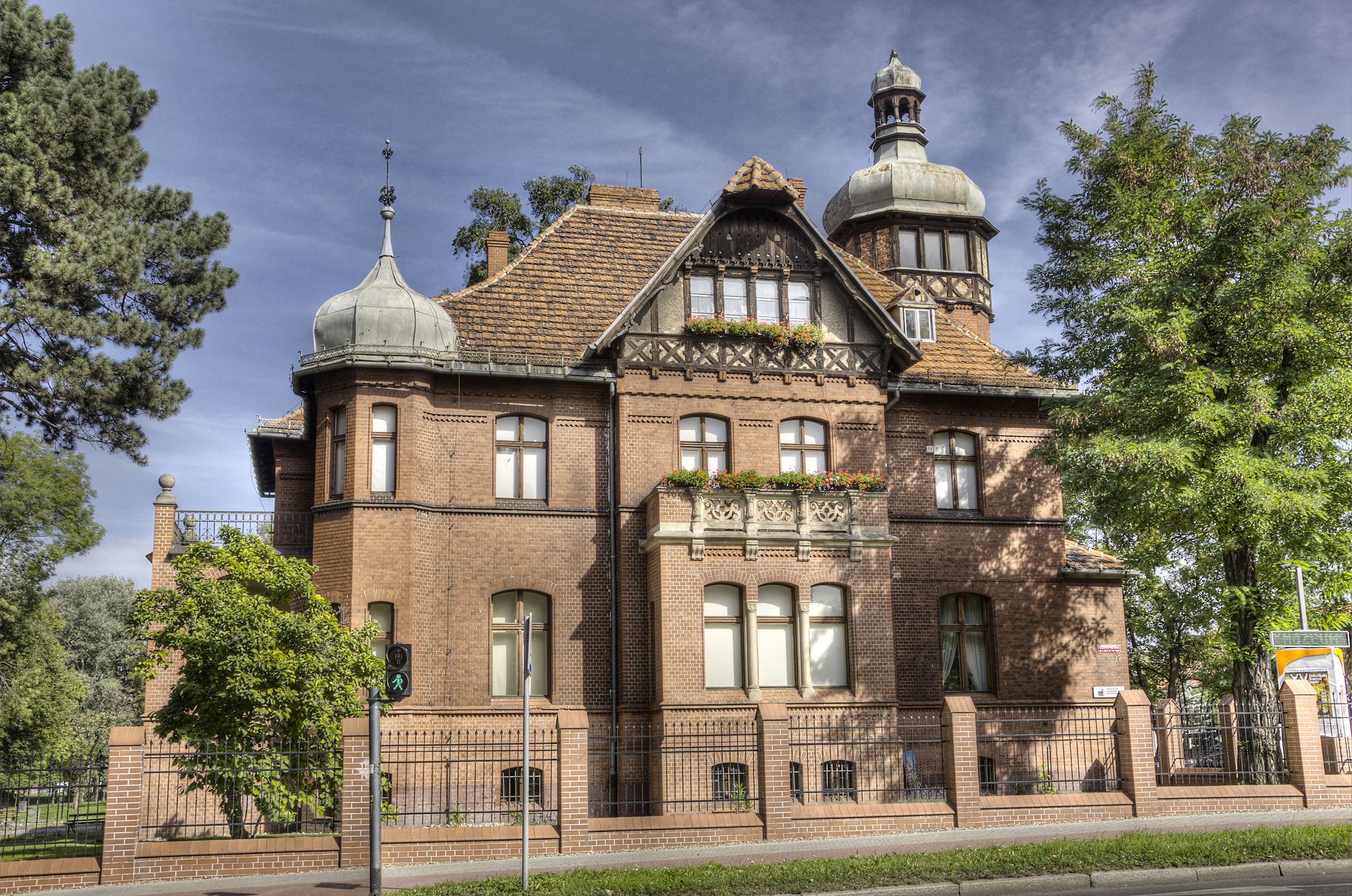
Museu Municipal